# Musée de Kuopio
Le musée de Kuopio (finnois : Kuopion museo)  est un bâtiment de style jugend construit en bordure du parc de Snellman dans le quartier de Vahtivuori à Kuopio en Finlande.

## Architecture
Le musée de Kuopio est le troisième bâtiment de musée le plus ancien de Finlande après  le musée d'Art Ateneum d'Helsinki (1887) et musée d'Art de Turku (1904)]. 
L'édifice a des traits nationaux-romantiques et a été influencé par des châteaux finlandais, tels qu'Olavinlinna et Château de Vyborg.
L'architecte  Johan Victor Strömberg a conçu le musée et une grande partie des bâtiments publics du XXe siècle à Kuopio. Le bâtiment a été inauguré le 2 juillet 1907.

## Collections
Le musée de Kuopio abrite le musée d'histoire naturelle de Kuopio et le musée d'histoire culturelle de Kuopio.
En 2019, le musée est en cours de rénovation. Il rouvrira en 2021.